# Модан (кантон)
Модан (фр. Modane) — один из 19 кантонов департамента Савойя, региона Овернь — Рона — Альпы, Франция. INSEE код кантона — 7310. Он полностью находится в округе Сен-Жан-де-Морьен на юге департамента. Кантон был создан в 1860 году. Общая площадь кантона составляет 1171,25 км² (самый крупный кантон департамента), население — 14 516 человек (наименее населённый кантон департамента).

## История
Кантон Модан был создан в 1860 году после присоединения территории к Франции по Туринскому договору, и до 2015 года в него входило 7 коммун. По закону от 17 мая 2013 и декрету от 14 февраля 2014 года количество кантонов в департаменте Савойя уменьшилось с 37 до 19. Новое территориальное деление департаментов на кантоны вступило в силу во время выборов 2015 года. Таким образом, в состав кантона Модан 22 марта 2015 года были добавлены коммуны кантона Ланлебур-Мон-Сени и Сен-Мишель-де-Морьен.

## Население
Согласно переписи 2012 года (считается население коммун, которые в 2015 году были включены в кантон) население Модана составляло 14 516 человека — это наименее населённый кантон департамента. Из них 22,4 % были младше 20 лет, 20,0 % — старше 65. 19,0 % имеет высшее образование. Безработица — 4,9 %. Активное население (старше 15 лет) — 7211 человек.

## Экономика
Распределение населения по сферам занятости в кантоне: 2,1 % — сельскохозяйственные работники, 10,6 % — ремесленники, торговцы, руководители предприятий, 8,3 % — работники интеллектуальной сферы, 25,4 % — работники социальной сферы, 30,4 % — государственные служащие и 23,2 % — рабочие.

## Коммуны кантона
C 2015 года в кантон входят 20 коммун, административный центр находится в коммуне Модан.
| Код INSEE | Почтовый индекс | Коммуна               | Название по-французски    | Площадь, км² | Население, чел. (2012) | Плотность, чел./км² |
| --------- | --------------- | --------------------- | ------------------------- | ------------ | ---------------------- | ------------------- |
| 73026     | 73500           | Авриё                 | Avrieux                   | 37,85        | 417                    | 11                  |
| 73040     | 73480           | Бессан                | Bessans                   | 128,08       | 336                    | 2,6                 |
| 73047     | 73480           | Бонваль-сюр-Арк       | Bonneval-sur-Arc          | 112,55       | 243                    | 2,2                 |
| 73056     | 73500           | Браман                | Bramans                   | 92,26        | 415                    | 4,5                 |
| 73306     | 73450           | Валлуар               | Valloire                  | 137,48       | 1193                   | 8,7                 |
| 73307     | 73450           | Вальменье             | Valmeinier                | 54,26        | 460                    | 8,5                 |
| 73322     | 73500           | Виллароден-Бурже      | Villarodin-Bourget        | 33,08        | 505                    | 15,3                |
| 73143     | 73480           | Ланлебур-Мон-Сени     | Lanslebourg-Mont-Cenis    | 93,61        | 630                    | 6,7                 |
| 73144     | 73480           | Ланлевиллар           | Lanslevillard             | 39,84        | 466                    | 11,7                |
| 73157     | 73500           | Модан                 | Modane                    | 71,04        | 3345                   | 47,1                |
| 73194     | 73140           | Орель                 | Orelle                    | 69,25        | 368                    | 5,3                 |
| 73023     | 73500           | Оссуа                 | Aussois                   | 41,94        | 646                    | 15,4                |
| 73256     | 73140           | Сен-Мартен-д'Арк      | Saint-Martin-d’Arc        | 4,93         | 344                    | 69,8                |
| 73258     | 73140           | Сен-Мартен-де-ла-Порт | Saint-Martin-de-la-Porte  | 19,25        | 693                    | 36                  |
| 73261     | 73140           | Сен-Мишель-де-Морьен  | Saint-Michel-de-Maurienne | 36,31        | 2584                   | 71,2                |
| 73223     | 73500           | Сент-Андре            | Saint-André               | 30,84        | 483                    | 15,7                |
| 73287     | 73500           | Сольер-Сардьер        | Sollières-Sardières       | 33,31        | 189                    | 5,7                 |
| 73290     | 73500           | Терминьон             | Termignon                 | 180,6        | 410                    | 2,3                 |
| 73119     | 73500           | Френе                 | Freney                    | 11,13        | 110                    | 9,9                 |
| 73117     | 73500           | Фурно                 | Fourneaux                 | 5,04         | 679                    | 134,7               |

## Политика
Согласно закону от 17 мая 2013 года избиратели каждого кантона в ходе выборов выбирают двух членов генерального совета департамента разного пола. Они избираются на 6 лет большинством голосов по результату одного или двух туров выборов.
В первом туре кантональных выборов 22 марта 2015 года в Модане баллотировались 2 пары кандидатов (явка составила 48,98 %). Во втором туре 29 марта, Кристиан Гранж и Розен Хар были избраны с поддержкой 53,83 % на 2015—2021 годы. Явка на выборы составила 51,34 %.
| Мандат | Мандат | Кандидаты                    |                | Партия                    | Первый тур | Первый тур     | Второй тур | Второй тур |
| Мандат | Мандат | Кандидаты                    | Кол-во голосов | Партия                    | % голосов  | Кол-во голосов | % голосов  |            |
| ------ | ------ | ---------------------------- | -------------- | ------------------------- | ---------- | -------------- | ---------- | ---------- |
| 2015   | 2021   | Кристиан Гранж и Розен Хар   |                | Союз за народное движение | 2548       | 51,17          | 2947       | 53,83      |
| 2015   | 2021   | Сильви Буйар и Франсуа Шемен |                | Социалистическая партия   | 2431       | 48,83          | 2528       | 46,17      |